# Sthenurinae
Los estenurinos (Sthenurinae) son una subfamilia extinta de marsupiales de la familia Macropodidae. Existieron en Australia desde el Mioceno medio, e incluían algunos de los mayores macrópodos conocidos, como Procoptodon.

## Locomoción
A diferencia de los macropódidos modernos, los cuales saltan (ya sea como bípedos o como cuadrúpedos), los estenurinos parecen haber abandonado el salto como medio de locomoción. Sus columnas vertebrales relativamente inflexibles, los robustos miembros posteriores y los elementos pélvicos y la carencia de capacidad para saltos rápidos sugieren que estos animales caminaban en postura bípeda, en cierta forma como los dinosaurios terópodos, y los homínidos, incluso convergiendo con estos primates en ciertos detalles de su anatomía pélvica. Más aún, sus dígitos únicos con pezuña y la anatomía de los metatarsianos indican que, a diferencia de sus parientes plantígrados, los estenurinos habrían sido ungulígrados, caminando sobre la punta de sus "pies".

## Géneros
- †Archaeosimos Prideaux, 2004
- †Eosthenurus Prideaux, 1999 (nomen nudum)
- †Hadronomas Woodburne, 1967
- †Metasthenurus Prideaux, 2004
- †Procoptodon Owen, 1874
- †Rhizosthenurus Kear, 2002
- †Simosthenurus Tedford, 1966
- †Sthenurus Owen, 1874 (tipo)
- †Wanburoo Cooke, 1999